# Sischini
Sílvio Sischini ou o Sischini é um bairro do distrito de Fundão, no município brasileiro de Fundão, estado do Espírito Santo.
Foi criado pela lei municipal nº 591/1986:
| “ | Fica denominado Bairro Sílvio Sisquini, [sic] o Bairro situado ao lado esquerdo da BR 101 norte [sic], sentido Fundão–Ibiraçú [sic], após a ponte. | ” |